# Bertil Skov Jørgensen
Pour les articles homonymes, voir Skov et Jørgensen.
Bertil Skov Jørgensen (né le 24 août 1968 à Kolding) est un artiste et graveur danois.

## Biographie
Bertil Skov Jørgensen apprend enfant la gravure sur acier et sur cuivre.
En 1992, il entre à l'Académie royale danoise des arts dans la section de peinture avant d'intégrer la section des arts de l'imprimerie. Tout en poursuivant sa carrière d'artiste, la poste danoise fait ponctuellement appel à lui.
L'année de sa sortie de l'Académie royale en 1999, Post Danmark lui commande l'illustration du timbre pour le cinquantenaire de la Flyvevåbnet, l'armée de l'air danoise, gravé par Martin Mörck et émis en 2000. En 2006, elle lui propose de remplacer son graveur Arne Kühlmann partant en retraite et de le former sous la hulette de Mörck pendant deux ans. En 2008, sont émis les premiers timbres auxquels il a participé à la gravure.
Dans un entretien au magazine français L'Écho de la timbrologie, concernant ses démarches de graveur et de créateur de timbres-poste, il affirme avoir comme « philosophie visuelle » le principe : « moins est plus » afin de réduire les idées et les éléments d'une image en une illustration philatélique petite et rapidement observable.

## Œuvres

### Illustration de timbres du Danemark
- « Flyvevåbnet 50 år », gravé par Martin Mörck, 2000.
- Éoliennes du Danemark, quatre timbres gravés par Martin Mörck, 10 janvier 2007.

### Gravure de timbres du Danemark
- « Kræftens Bekæmpelse », timbre de bienfaisance au profit de la lutte contre le cancer du sein, illustration de Vibeke Kaupert, 9 janvier 2008.
- Centenaire du Kolonihaveforbundet, deux timbres reproduisant des photographies de Mogens Skou, 9 juin 2008.